# La Canonja
La Canonja település Spanyolországban, Tarragona tartományban. La Canonja Reus, Tarragona és Vila-seca községekkel határos. Lakosainak száma 5943 fő (2024).

## Népesség
A település népessége az elmúlt években az alábbi módon változott:
| Lakosok száma | 5673 | 5723 | 5807 | 5839 | 5804 | 5842 | 5956 | 5933 | 5922 | 5943 |
|               | 2011 | 2012 | 2014 | 2015 | 2017 | 2018 | 2020 | 2021 | 2023 | 2024 |